# Once machos 2
Once machos 2 es una película peruana de comedia deportiva estrenada en 2019 dirigida por Aldo Miyashiro y escrita por Miyashiro y Marco Paulo Meléndez. Es la secuela de la película peruana Once machos estrenada en el año 2017.
Está protagonizada por Aldo Miyashiro, Pietro Sibille, André Silva, Cristian Rivero, Gilberto Nué, Andrés Salas, Yaco Eskenazi, Junior Silva y Sebastián Monteghirfo, con un cambio en el antagónico a  Emilram Cossío. Se estrenó el 14 de febrero de 2019 en los cines peruanos.
Se puede ver por la plataforma Prime Video.

## Sinopsis
Los Once machos tendrán que enfrentarse en la cancha contra «Tomazito» (Emilram Cossío), quién tiene secuestrado a sus hijos y convoca a Huapayita (Pablo Villanueva «Melcochita») como nuevo director técnico, para su enfrentamiento contra el equipo del villano de la película. Ahora, solo una victoria les hará volver a ver vivas a sus criaturas.

## Reparto
- Aldo Miyashiro como Alejandro.
- Pietro Sibille como «Mono».
- Érika Villalobos como Beatriz.
- Emilram Cossío como «Tomazito».
- Luigi Monteghirfo como Luis.
- Pablo Villanueva «Melcochita» como Huapayita.
- Cristian Rivero como Cris.
- Yaco Eskenazi como Mikael.
- André Silva como Andy.
- Andrés Salas como «Chato».
- Sebastián Monteghirfo como Sebas.
- Junior Silva como Junior.
- Gilberto Nué como Gil.
- Wendy Vásquez como Tatiana.
- Natalie Vértiz como Natalia.
- Brando Gallesi como Bruno.
- Fabiana Valcárcel como Fernanda.

## Producción
La filmación de la película comenzó el 10 de julio de 2018, y finalizó a fines de agosto de 2018.

## Recepción
Once machos 2 atrajo a más de 67.000 espectadores en su primer día en los cines. En su primer fin de semana, la película atrajo a 179.000 espectadores al cine. Al cierre del año, la película atrajo a más de 650.000 espectadores al cine, convirtiéndose en la película peruana más vista de 2019.
Tras el éxito de la secuela, se anunció una tercera parte, que comenzaría a filmarse en 2020, junto con una nueva serie titulada Once machos, la serie para estrenar en 2020, pero nunca fueron lanzados y se desconoce qué pasó con estos proyectos. En octubre de 2021 se formó un verdadero equipo de fútbol con el nombre de Once machos Football Club, donde participan en diversos campeonatos locales.